# 1940년 나라 목록
이 문서는 1940년 국가 목록을 정리한 것이다.

## 나라

### 아메리카

#### 북아메리카
- - 멕시코 합중국
- - 아메리카 합중국
- - 캐나다 자치령

#### 중앙아메리카 및 카리브 해 지역 국가
- - 과테말라 공화국
- - 니카라과 공화국
- - 도미니카 공화국
- - 엘살바도르 공화국
- - 아이티 공화국
- - 온두라스 공화국
- - 코스타리카 공화국
- - 쿠바 공화국
- - 파나마 공화국

#### 남아메리카
- - 베네수엘라 공화국
- - 볼리비아 공화국
- - 브라질 합중국
- - 에콰도르 공화국
- - 아르헨티나 공화국
- - 우루과이 동방공화국
- - 칠레 공화국
- - 콜롬비아 공화국
- - 파라과이 공화국
- - 페루 공화국

### 아시아
- - 네팔 왕국
- - 몽골 인민공화국
- - 사우디아라비아 왕국
- - 소비에트 연방
- - 팔레비 왕조
- - 이라크 왕국
- - 아프가니스탄 왕국
- - 일본 제국
- - 예멘 왕국
- - 중화민국
- - 타이 왕국
- - 터키 공화국

### 아프리카
- - 남아프리카 연방
- - 라이베리아 공화국
- - 이집트 왕국

### 유럽
- - 그리스 왕국
- - 네덜란드 왕국 (~ 5월 9일)
- - 노르웨이 왕국 (~ 6월 7일)
- - 나치 독일
- - 덴마크 왕국 (~ 5월 9일)
- - 라트비아 공화국 (~ 6월 17일)
- - 루마니아 왕국 (~ 9월 5일)
국민군단국가 (9월 6일 ~)
- - 룩셈부르크 대공국 (~ 5월 10일)
- - 리투아니아 공화국 (~ 6월 15일)
- - 리히텐슈타인 공국
- - 모나코 공국
- - 바티칸 시국
- - 벨기에 왕국 (~ 5월 17일)
- - 불가리아 왕국
- - 가장 고귀한 산마리노 공화국
- - 소비에트 연방
- - 스웨덴 왕국
- - 스위스 연방
- - 스페인국
- - 안도라 공국
- - 그레이트브리튼 북아일랜드 연합왕국
- - 유고슬라비아 왕국
- - 아이슬란드 왕국
- - 아일랜드 공화국
- - 이탈리아 왕국
- - 에스토니아 공화국 (~ 6월 17일)
- - 포르투갈 공화국
- - 프랑스 제3공화국 (~ 6월 22일)
  프랑스국 (6월 22일 ~)
- - 핀란드 공화국
- - 헝가리 왕국

### 오세아니아
- - 오스트레일리아 연방

## 점령국
- - 덴마크 왕국 (~ 5월 9일)
- - 에스토니아 공화국 (~ 6월 17일)
- - 라트비아 공화국 (~ 6월 17일)
- - 리투아니아 공화국 (~ 6월 15일)

## 기타 국가

### 일본 괴뢰국
- - 중화민국 임시정부 (~ 3월 30일)
- - 중화민국 유신정부 (~ 3월 30일)
- -  중화민국 (3월 30일 ~)
- - 대만주제국

### 독일 괴뢰국
- 슬로바키아 공화국 - 슬로바키아 공화국 (일부 중립국 독립 인정)

### 소련 괴뢰국
- - 투바 인민 공화국
- - 핀란드 민주공화국 (~ 3월 12일)

### 중국의 영토
- - 티베트

## 비주권 지역

### 국제
- - 상하이 공공 조계  (국제적 양보)
- - 탕헤르 국제 구역  (11월 4일까지 사실상 국제 통치하의 모로코 도시로 남아있음)

### 국제 연맹 위임통치령
- - 영국령 카메룬 (영국이 관리)
- - 영국령 토골란드 (영국이 관리)
- - 프랑스령 카메룬 (프랑스가 관리)
- - 프랑스령 토골란드 (프랑스가 관리)
- - 나우루 (뉴질랜드, 오스트레일리아가 관리)
- - 뉴기니 보호령 (오스트레일리아가 관리)
- - 팔레스타인 (영국이 관리)
  -  - 트란스요르단 (영국이 관리)
- - 루안다우룬디 (벨기에가 관리)
- - 남양 군도 (일본이 관리)
- - 남서아프리카 (남아프리카 연방이 관리)
- - 위임통치령 시리아 (비시 프랑스가 관리)
  -  - 대레바논 (비시 프랑스가 관리)
  -  - 위임통치령 시리아 공화국 (비시 프랑스가 관리)
- - 탕가니카 보호령 (영국이 관리)
- - 서사모아 (영국이 관리)

### 네덜란드
- - 퀴라소 및 종속국 (망명 정부에 충실함)
- - 네덜란드령 동인도 (망명 정부에 충실함)
- - 수리남 (망명 정부에 충실함)

### 독일
- - 벨기에 북프랑스 군정청 (군정청, 5월 17일 ~)
- - 보헤미아 모라바 보호령 (보호령)
- - 채널 제도 (점령지, 6월 30일 ~)
- - 총독부 (7월 31일 ~)
- - 네덜란드 국가판무관부 (5월 14일 ~)
- - 노르웨이 국가판무관부 (6월 7일 ~)

### 덴마크
- - 그린란드 (소유국이며, 효과적으로 자치 정부 관리)

### 콘도미니엄
- - 앵글로-이집트 수단 (앵글로-이집트 콘도미니엄)
- - 캔턴엔더버리섬 (미국-영국 콘도미니엄)
- - 뉴헤브리디스 제도 (영국-프랑스 콘도미니엄이었으나, 6월 22일 프랑스 측 통치권이 자유 프랑스로 넘어감)